# Петкун, Вячеслав Борисович
Вячесла́в Бори́сович Петку́н (род. 26 июня 1969, Ленинград, РСФСР, СССР) — российский певец, музыкант, поэт, автор песен, лидер группы «Танцы Минус», телеведущий, актёр мюзиклов.

## Биография
Родился 26 июня 1969 года в Ленинграде (сейчас Санкт-Петербург).
В детстве занимался в музыкальной школе по классу фортепиано и в футбольной школе, второе прекратил по состоянию здоровья.
Мать — Мария Павловна Петкун (умерла 13 октября 2000 от инсульта). Дед —  Павел Иванович (умер в 1982 году). 
Отец — Борис Иванович Петкун (30.05.1945 — 03.04.2019).
Имеет неоконченное высшее экономическое образование: учился в Ленинградском финансово-экономическом институте им. Н. А. Вознесенского, но на последних курсах начал плотно заниматься музыкой.
В 1995 году с бас-гитаристом Олегом Полевщиковым переехали в Москву и организовали собственную группу «Танцы Минус», записавшую 6 студийных альбомов (один из которых с переизданием) и выпустившую 2 сборника лучших песен.
В 2002—2003 годах исполнял роль Квазимодо в российской версии мюзикла «Notre Dame de Paris» (Belle), поставленной в театре «Московская оперетта». Стал по этой причине объектом многочисленных пародий.
В 2002—2003 годах также являлся ведущим телепередачи «Чёрное-Белое» на телеканале СТС, позднее закрытой.
Петкун известен своими экстравагантными поступками. Например, в декабре 2002 года он пришёл на показ Валентина Юдашкина (в рамках «Недели высокой моды») в домашнем халате.
В 2015 году на фестивале «Нашествие» развернул флаг Казахстана. "Я решил довести ситуацию до абсурда. Зачем поднял флаг? Да низачем. Просто так", - пояснил Вячеслав Петкун корреспонденту informburo.kz в телефонном разговоре.
Петкун приглашается в посвящённые футболу ток-шоу на различных каналах (он является болельщиком футбольного клуба «Зенит»), также является постоянным экспертом газеты «Советский спорт», спортивной редакции газеты «Московский комсомолец» и частым гостем радио «Спорт FM», где с августа 2009 по декабрь 2010 года выступал экспертом программы «Ложа VIP».
Петкун женат с 2006 года, имеет двоих сыновей и двух дочерей, исповедует православие.

## Работы в кино
Вместе с группой «Танцы минус» Вячеслав Петкун снялся в документальном фильме:
- «Танцы минус» (реж. И. Каленов, студия «Никола-фильм», 2000)

И в художественных:
- «Золушка в сапогах» (реж. Игорь Каленов, студия «Никола-фильм», 2001)
- «В субботу» (реж. Александр Миндадзе, 2011)

### Музыка к фильмам
Вячеслав Петкун вместе с группой записал музыку к фильму:
- «Выход»

Музыка группы «Танцы минус» звучит в фильмах:
- «Хорошие и плохие» (песня "Город")
- «Золушка в сапогах» (песни: "Из Ленинграда", "Половинка", "Цветут цветы")
- «Брат-2» (песни: "Иду", "Город")
- «Москва-не-Москва» (песня "Город")
- «Блокбастер» (песня "10 капель")

### Награды
- «Золотой граммофон» — в 2000 году за песню «Цветы»; в 2002 году за песню «Belle» (совместно с Александром Голубевым и Антоном Макарским) и в 2009 году за песню «Оно».